# Palaeobrissus
Palaeobrissus is een geslacht van zee-egels uit de familie Palaeotropidae.

## Soorten
- Palaeobrissus hilgardi A. Agassiz, 1880